# Bassari (Sprache)
Das Bassari, auch Onyan genannt, ist die Sprache, die von einer westafrikanischen Volksgruppe – deren Territorium sich im Grenzgebiet zwischen Senegal und Guinea befindet – gesprochen wird. 
Das Bassari wird auch basari, tenda basari, biyan, onëyan, onian, ayan und wo genannt.

## Sprecher
Die Sprache, die manchmal auch als tenda genannt wird, wird von ungefähr 17.910 Personen verwendet, vor allem in der Region von Koundara, Youkounkoun und Kédougou, aber auch von einigen emigrierten Bassaris in den urbanen Zentren von Dakar, Tambacounda und Conakry.
Die Sprache Bassari ist mit der Sprache Coniagui verwandt, ebenfalls in Koundara und Youkounkoun gesprochen.

## Schrift
Bassari wird mit dem lateinischen Alphabet geschrieben.
In Senegal regelt ein Dekret von 2005 die Orthografie des Onyan.
| Onyan-Alphabet | Onyan-Alphabet | Onyan-Alphabet | Onyan-Alphabet | Onyan-Alphabet | Onyan-Alphabet | Onyan-Alphabet | Onyan-Alphabet | Onyan-Alphabet | Onyan-Alphabet | Onyan-Alphabet | Onyan-Alphabet | Onyan-Alphabet | Onyan-Alphabet | Onyan-Alphabet | Onyan-Alphabet | Onyan-Alphabet | Onyan-Alphabet | Onyan-Alphabet | Onyan-Alphabet | Onyan-Alphabet | Onyan-Alphabet | Onyan-Alphabet | Onyan-Alphabet | Onyan-Alphabet | Onyan-Alphabet | Onyan-Alphabet | Onyan-Alphabet |
| -------------- | -------------- | -------------- | -------------- | -------------- | -------------- | -------------- | -------------- | -------------- | -------------- | -------------- | -------------- | -------------- | -------------- | -------------- | -------------- | -------------- | -------------- | -------------- | -------------- | -------------- | -------------- | -------------- | -------------- | -------------- | -------------- | -------------- | -------------- |
| A              | B              | Ɓ              | C              | D              | Ɗ              | E              | Ë              | F              | G              | H              | I              | J              | K              | L              | M              | N              | Ñ              | O              | P              | R              | S              | Ŝ              | T              | U              | W              | Y              | Ƴ              |
| a              | b              | ɓ              | c              | d              | ɗ              | e              | ë              | f              | g              | h              | i              | j              | k              | l              | m              | n              | ñ              | o              | p              | r              | s              | ŝ              | t              | u              | w              | y              | ƴ              |

- ĥ, ŵ, ŷ sind die Konsonanten h, w, y nasaliert
- Solange die Vokale e und o durch Betonung markiert sind, tragen sie die Accent aigus: é, ó.